# Поль Пенлеве
Поль Пенлеве (фр. Paul Painlevé; 5 грудня 1863 — 29 жовтня 1933) — французький математик і політик, доктор математичних наук (1887), член Паризької академії наук (1900), член-кореспондент АН СРСР (з 1924), двічі був прем'єр-міністром Третьої Республіки: 12 вересня — 13 листопада 1917 і 17 квітня — 22 листопада 1925. Є одним з творців аналітичної теорії диференціальних рівнянь

## Біографічні дані
Поль Пенлеве народився в Парижі. Випускник Ліцею Людовіка Великого, закінчив Вищу нормальну школу в Парижі (1886) і отримав ступінь доктора математики в 1887 після завершення періоду навчання в Геттінгенському університеті (Німеччина) у Фелікса Клейна і Германа Шварца.
В 1887—1892 працював професором математики в Лілльському університеті. Після повернення до Парижа в 1892 викладав на Факультеті наук і в Політехнічній школі. З 1896 читав курс лекцій у Колеж де Франс, а з наступного року, у Вищій нормальній школі. В 1906 був обраний депутатом парламенту від Парижа. Працював також в Сорбонні і Вищій школі аеронавтики (1909).
Пенлеве виявляв великий інтерес до машинобудування, і сприяв розвитку його нової галузі — авіації. У 1908 році він став першим пасажиром літака Вілбера Райта, який влаштовував показові польоти в Парижі. У 1909 році Поль Пенлеве створив перший університетський курс з аеронавтики.
У наступні роки Пенлеве відійшов від науки і зайнявся політикою. Займав пост міністра освіти і винаходів (1915—1916) в уряді Бріана, пізніше став військовим міністром в кабінеті Рібо (березень — вересень 1917). Двічі обіймав посаду прем'єр-міністра Франції: у вересні-листопаді 1917 р. (змінив Жоржа Клемансо) і в квітні-листопаді 1925 року. Між цими періодами був головою палати депутатів, а після відставки О.Мільєрана брав участь в президентських виборах кандидатом від лівих сил, але програв (президентом було обрано Гастона Думерга).
Обіймав посади військового міністра у 1926 і 1928, міністра авіації в 1930—1931 і 1932—1933.
Помер Пенлеве в Парижі 29 жовтня 1933.

## Наукові досягнення
Основні дослідження відносяться до раціональної механіки, теорії функцій, аналітичної теорії диференціальних рівнянь, теорії авіації, одним з основоположників якої у Франції він є. У математиці і механіці ставив найважчі задачі. Ввів біуніформні перетворення при вивченні алгебраїчних ліній і поверхонь, досліджував особливі точки диференціальних рівнянь, вивчав умови рівноваги для тих випадків, коли силова функція не проходить через максимум. Застосував теорію безперервних груп до проблем теорії функцій. Зробив істотний внесок у розвиток теореми Коші-Ліпшиця для диференціальних рівнянь. Низка робіт присвячена філософії науки.
Більша частина робіт Пенлеве в галузі фізики (пов'язані з чорними дірами) набагато випередила свій час і стала зрозумілою і оціненою тільки через тридцять років після його смерті.

## Вшанування пам'яті
- На честь П. Пенлеве вЛатинському кварталі Парижа названо сквер, на якому встановлена меморіальна табличка про політика-вченого.
- Авіаносець Painlevé (закладено в 1938, будівництво не було завершене) названо на його честь[12].
- Астероїд 953 Пенлева названо на його честь[13].